# Казот, Жак
Жак Казо́т (фр. Jacques Cazotte; 17 октября 1719 — 25 сентября 1792) — французский писатель, переводчик, поэт, философ.

## Биография
Казот родился в Дижоне, в буржуазно-чиновничьей семье. Обучался у иезуитов, потом служил по морскому ведомству в Вест-Индии; писал стихотворения, романсы («Olivier», пародия на Ариосто), сказки («Влюблённый дьявол» — «Le Diable amoureux») и др. В 1741 году он приехал в Париж с намерением добиться должности в морском ведомстве. В это же время он впервые пробует свои силы в литературе и завязывает знакомства в литературных кругах. Первые годы службы Казота в морских портах Франции, Гавре и Бресте, совпали с войной за австрийское наследство (1740—1748), во время которой ему пришлось участвовать в морских сражениях и побывать на острове Санто-Доминго.
В 1747 году он получил назначение на остров Мартинику, где пробыл с небольшими перерывами двенадцать лет. В течение этого времени Казоту не раз пришлось испытать на себе самоуправство и произвол французских колониальных властей, а под конец он стал жертвой мошеннических махинаций иезуитских миссионеров. В 1759 году Казот окончательно вернулся во Францию — с подорванным здоровьем, полуслепой; большую часть приобретённого на Мартинике состояния он перед отъездом предоставил иезуиту Лавалетту взаймы под вексель, который должен был быть оплачен в Европе. Однако иезуитские организации отказались оплатить его. Не помогли и многократные обращения Казота в высшие инстанции иезуитского ордена. Такими же безрезультатными оказались и хлопоты в министерстве о пенсии. В 1760 году Казот вышел в отставку и поселился в небольшом поместье в Эперне, откуда время от времени приезжал в Париж, поддерживая связи с литературными кругами и принимая участие в литературной жизни. В 1768 году он был избран в провинциальную литературную академию своего родного города Дижон.
Около 1775 года Казот пристрастился к мистике и каббале и сделался мартинистом. Биографическая легенда связывает его вступление в тайное общество с выходом в свет повести «Влюблённый дьявол» (1772). Вскоре после появления этой книги к Казоту якобы явился незнакомец, молчаливо приветствовавший его условным знаком тайного братства. В ответ на недоумённый вопрос писателя он пояснил, что считал его «одним из наших», то есть посвящённых в тайный ритуал и философское учение своей секты, ибо то и другое получило достаточно верное отражение во «Влюблённом дьяволе». При этом незнакомец угрожал суровой карой за разглашение тайн ордена. Завязавшаяся затем беседа будто бы имела своим следствием обращение писателя в новую веру.
Если подлинные обстоятельства, приведшие Казота в секту мартинистов, остаются до конца не выясненными, то гораздо большей определённостью можно установить время и причины его расхождения с ними. Оно последовало в самом начале революции из-за несогласия с политическими воззрениями мартинистов. Тогдашний глава секты Сен-Мартен и его последователи приветствовали революцию, возлагая на неё надежды социального преобразования общества в духе их идей. Казот же оставался до конца приверженцем монархии и даже пытался с помощью эмигрантских аристократических кругов организовать побег Людовика XVI (летом 1792 года). Своё осуждение революции он выразил в «Correspondance mystique», за которую в сентябрьские дни 1792 г. был схвачен, приговорён к смерти, геройски защищён дочерью Елизаветой, с нею отпущен на свободу, но через несколько дней снова схвачен и казнён 25 сентября.
Гибель на эшафоте, а также усиленные занятия мистикой и связь с тайными сектами и отдельными лицами, пользовавшимися репутацией ясновидцев, послужили поводом для биографической легенды, которая окружила Казота романтическим ореолом и принесла ему в XIX веке, в эпоху романтизма, едва ли не большую известность, чем его литературное творчество. Речь идёт о знаменитом «Пророчестве Казота», впервые опубликованном в 1806 году в посмертных сочинениях Лагарпа. Здесь рассказывается о бывшем в 1788 году обеде у знатного вельможи, на котором Казот каждому из присутствующих (Шамфор, Байи, Кондорсе, Руше и др.) предсказал, что их ожидает в недалёком будущем. Этот рассказ, однако, был написан не в 1788 году, как уверял первый издатель, но лишь после террора, и носит апокрифический характер.
Его полное собрание сочинений в 4-х томах издано в 1816—1817 гг.

## Произведения
- «Кошачья лапка» (1741)
- «Тысяча и одна глупость» (1742)
- шуточная поэма «Новая Рамеида»
- «Оливье» (1763)
- «Импровизированный лорд» (1767)
- «Сабо» (1768). Написана вместе с драматургом Седеном
- «Влюблённый дьявол» (1772)
- «Ракель, или Прекрасная иудейка» (1778—1788 гг.)
- «Продолжение 1001 ночи» (1788—1789 гг.)